# Septoria alopecuri
Septoria alopecuri är en svampart. Septoria alopecuri ingår i släktet Septoria och familjen Mycosphaerellaceae.

## Underarter
Arten delas in i följande underarter:
- calamagrostidis
- alopecuri